# ユン・ソヒ
ユン・ソヒ（ハングル：윤소희、1993年5月7日 - ）は、韓国の女優。SARAMエンターテインメント所属。

## 出演

### テレビドラマ
- 剣と花（2013年、KBS2） - ナンガ役（特別出演）
- ゴハン行こうよ（2013年、tvN） - ユン・ジンイ役[2]
- 12年ぶりの再会～ダルレになったチャン・グク～（2014年、JTBC）- チャン・ダルレ / チャン・グク（高校時代）役[3]
- ビッグマン（2014年、KBS2） - ソ・ヘラ役[4]
- 恋愛じゃなくて結婚（2014年、tvN） - ナム・ヒョ二役[5]
- 秘密の扉（2014年、SBS） - ソ・ジダム（成年時代）役[6]
- 愛するウンドン（2015年、JTBC） - ソ・ジョンウン / シ・ウンドン（20代）役[7]
- 記憶～愛する人へ～（2016年、tvN） - ポン・サンファ役[8]
- アイアン・レディ（2016年、tvN） - コ・アリ役[9]
- 君を守りたい～ONE MORE TIME～（2016年、KBS） - ダイン役
- 恋する指輪～三つ色のファンタジー～（2017年、MBC） - カン・ミジュ役
- 仮面の王 イ・ソン（原題：君主 - 仮面の主人）（2017年、MBC） - キム・ファグン役[10]
- この恋は初めてだから（2017年、tvN） - ユン・ソヒ役（カメオ出演）[11]
- 魔女の愛～チョホンは恋愛中～（2018年、MBC） - 主演：カン・チョホン役[12]
- 外出～Mothers～（2020年、tvN） - シン・ソヒ役[13]
- 私を愛したスパイ（2020年、MBC） - ソフィー役[14]
- ハートビート（2023年、KBS2） - ユン・ヘソン／ナ・ヘウォン役[15]

### Webドラマ
- ラブインメモリーパパのノート（2014年） - オ・スジョン役
- ラブ・コントロール～恋すると死んでしまう彼女ボンスン～（2016年） - 主演：ウ・ボンスン役[16]
- ペン（2021年） - 主演：コ・サリ役[17]

### 映画
- チャンス商会～初恋を探して～（2015年）
- パーフェクト・プロファイラー（2016年）
- 金持ちになる（2022年）[18]

### バラエティ番組
- 演劇が終わった後（2015年、tvN）[19]
- 欲しいクルーズ（2018年、tvN）[20]
- スリルキング（2019年、Sky Dream）[21]
- Follow 美_レビューON（2020年、FashionN）[22]
- 差が出るクラス（2021年、JTBC）[23]

## 賞とノミネート

### 受賞
- 2017年 第1回ソウルドラマアワード 新人女優賞

### ノミネート
- 2017年 第44回MBC演技大賞 優秀女優賞
- 2018年 第12回Soompiアワード 助演女優賞